# L'oro della Cina
L'oro della Cina (The General Died at Dawn) è un film del 1936 diretto da Lewis Milestone.

## Trama
Il "generale" Yang, signore della guerra di una regione cinese, opprime milioni di persone con i suoi soprusi e la sua brutalità. Gli oppressi riescono a mettere insieme una considerevole somma di denaro con la quale comprare delle armi, il che permetterebbe alla loro fazione, avversa a Yang - già ben organizzata, e di ispirazione democratica - di abbattere il tiranno. A tale scopo viene ingaggiato O'Hara, un giovane americano di tendenze libertarie. A lui viene affidato il denaro, in una cittadina della regione controllata da Yang, con il compito di recapitarlo ad una figura importante degli avversari del generale, il signor Wu, che si trova all'albergo Mansion House di Shanghai.
Yang è tuttavia al corrente della situazione, ed incarica Pete Perrie, un altro americano, di attrarre O'Hara in una trappola. Sul treno per Shanghai preso da O'Hara, Pete convince la sua riluttante figlia Jade ad adescare O'Hara e a sedurlo, in modo da renderlo una facile preda per Yang e i suoi uomini, che infatti fanno irruzione nel vagone lo catturano. Sottratogli il denaro, Yang (anch'egli a corto di armamenti e munizioni) lo affida a Pete perché lo consegni al mercante d'armi Brighton, residente proprio presso lo stesso hotel di Shanghai. Jade Perrie, ottemperata la sua consegna, si scopre nutrire del vero sentimento per O'Hara, mentre Yang e le sue guardie armate, col prigioniero, smontano dal treno e continuano il viaggio verso la metropoli per via fluviale, a bordo della loro imbarcazione.
Giunto al Mansion House, Pete tergiversa e non nasconde alla figlia la propria intenzione di fuggire col denaro – senza consegnarlo a Brighton - sulla prima nave diretta negli Stati Uniti. All'albergo sono già presenti Wu, con il suo aiutante Chen, e Brighton, nonché un tale Leach, anch'egli al corrente dell'ingente somma di denaro ed intenzionato ad impadronirsene. In seguito vi giunge anche O'Hara, liberatosi. Mentre Pete, nascosti soldi in un sottofondo della sua valigia, rimane ucciso, fra gli altri si sviluppa una serrata competizione per scoprire dove possa trovarsi il denaro. A risolvere la situazione arrivano anche Yang con i suoi: il generale cattura tutti e li imprigiona a bordo della sua imbarcazione.
Qui, a seguito di un susseguirsi di avvenimenti, Chen, Brighton e Leach vengono uccisi, e lo stesso generale viene accoltellato accidentalmente - mentre si scopre il denaro nella valigia di Pete - ed è moribondo. Yang ordina ai suoi uomini di togliersi la vita, poi spira. I superstiti dunque sono solo Wu, Jade e O'Hara (che ora ricambia l'amore della donna), ed hanno il denaro. Del quale forse non ci sarà più bisogno, dato che la tirannia di Yang è probabilmente destinata ad estinguersi senza successori. 

## Distribuzione
Il film uscì negli Stati Uniti il 2 settembre 1936.
In Italia fu distribuito nel 1937 col titolo L'oro della Cina. Venne ridistribuito nel 1950 col titolo Il generale morì all'alba con un nuovo doppiaggio.